# 栃木県議会
栃木県議会（とちぎけんぎかい）は、日本の地方議会。栃木県の議決機関である。

## 概要

### 所在地
栃木県宇都宮市塙田1丁目1番20号
現在の県議会議事堂は2007年（平成19年）竣工。同年4月8日に実施された県議会議員選挙を受けて同年5月17日に行われた臨時会から使用されている。1969年（昭和44年）竣工の「栃木県議会棟庁舎」は大高正人によって設計されたものだが、現在の県議会議事堂が使用され始めたことにより解体された。

### 通年議会
2012年（平成24年）4月16日、都道府県議会で初の通年議会が開会。議会の通年化によって年4回開会されていた定例会は年1回となる。

### 任期
4年。ただし議会解散が実施されれば任期満了前であっても議員の任期は終了する。2023年（令和5年）4月9日に実施された県議会議員選挙で当選した議員の任期は2023年4月30日から2027年4月29日までである。

### 定数
現在の議員定数は50である。1979年（昭和54年）4月8日に実施された県議会議員選挙で定数が55とされて以降、長い間定数は55のままであった。しかし、2003年（平成15年）4月13日に実施された県議会議員選挙で議員定数の不均衡を是正するため、日光市選挙区（定数1）と今市市選挙区（定数2）が合区されて日光市・今市市選挙区（定数2）とされたことにより、総定数は54となる。その後、2005年（平成17年）1月から2006年（平成18年）3月にかけて県内で市町村合併が進んだことを受け、2007年（平成19年）4月8日に実施された県議会議員選挙では大規模な選挙区割り変更が行われ、合わせて総定数は50とされた。

### 選出方法
中選挙区制と小選挙区制で選出。

### 委員会・検討会
- 議会運営委員会
- 常任委員会
  - 県政経営委員会
  - 生活保健福祉委員会
  - 農林環境委員会
  - 経済企業委員会
  - 県土整備委員会
  - 文教警察委員会
- 特別委員会
  - 予算特別委員会
- 検討会・協議会
  - 栃木県議会国会等移転促進協議会

### 事務局
議会には事務局が置かれている。
- 総務課 - 総務担当、秘書担当
- 議事課 - 議事担当
- 政策調査課 - 政策法令担当、調査広報担当

## 会派
| 会派名                       | 議員数 | 所属党派             | 女性議員数 | 女性議員の比率(%) |
| ---------------------------- | ------ | -------------------- | ---------- | ----------------- |
| とちぎ自民党議員会           | 31     | 自由民主党           | 3          | 10.71             |
| 民主市民クラブ               | 6      | 立憲民主党4・無所属2 | 2          | 33.33             |
| 公明党栃木県議会議員会       | 3      | 公明党               | 0          | 0                 |
| 県民クラブ                   | 3      | 無所属               | 0          | 0                 |
| 日本維新の会                 | 1      | 日本維新の会         | 1          | 100               |
| 日本共産党栃木県議団         | 1      | 日本共産党           | 1          | 100               |
| えがおの会                   | 1      | 無所属               | 0          | 0                 |
| 新鹿会                       | 1      | 無所属               | 0          | 0                 |
| とちぎ・織姫の会             | 1      | 無所属               | 0          | 0                 |
| 栃木の会                     | 1      | 無所属               | 0          | 0                 |
| 夢と希望あふれる栃木を創る会 | 1      |                      |            |                   |
| 欠員                         | 0      |                      |            |                   |
| 現在                         | 50     |                      | 4          | 8.7               |

## 選挙区
| 選挙区名                   | 定数 | 市町                                                   |
| -------------------------- | ---- | ------------------------------------------------------ |
| 宇都宮市・上三川町選挙区   | 13   | 宇都宮市・河内郡上三川町                               |
| 足利市選挙区               | 4    | 足利市                                                 |
| 栃木市選挙区               | 4    | 栃木市                                                 |
| 佐野市選挙区               | 3    | 佐野市                                                 |
| 鹿沼市選挙区               | 3    | 鹿沼市                                                 |
| 日光市選挙区               | 2    | 日光市                                                 |
| 小山市・野木町選挙区       | 5    | 小山市・下都賀郡野木町                                 |
| 真岡市選挙区               | 2    | 真岡市                                                 |
| 大田原市選挙区             | 2    | 大田原市                                               |
| 矢板市選挙区               | 1    | 矢板市                                                 |
| 那須塩原市・那須町選挙区   | 4    | 那須塩原市・那須郡那須町                               |
| さくら市・塩谷郡選挙区     | 2    | さくら市・塩谷郡塩谷町・塩谷郡高根沢町                 |
| 那須烏山市・那珂川町選挙区 | 1    | 那須烏山市・那須郡那珂川町                             |
| 下野市選挙区               | 1    | 下野市                                                 |
| 芳賀郡選挙区               | 2    | 芳賀郡益子町・芳賀郡茂木町・芳賀郡市貝町・芳賀郡芳賀町 |
| 壬生町選挙区               | 1    | 下都賀郡壬生町                                         |

## 政務活動費返還訴訟
市民団体が2008年度分から毎年、知事に対して会派に支給された政務活動費（旧政務調査費）を返還請求するよう求める住民訴訟を起こしている。2015年6月24日、宇都宮地方裁判所は2008年度に支給された政務調査費について、違法な支出が含まれるとして4会派に計890万円の返還を求めるよう知事に命じる判決を出した。2017年6月29日、宇都宮地裁は2009年度分の政務調査費について、違法な支出とした約2192万円を当時の6会派に返還請求するように知事に命じる判決を出した。

## 旧統一教会との関係
とちぎ自民党議員会の副会長・板橋一好が、世界平和統一家庭連合（旧統一教会）の関連団体である「世界平和連合」の県連合会の代表を務めていることが2022年9月3日、毎日新聞による板橋一好への取材で明らかになった。教団との関わりについては、板橋一好の選挙で教団側からポスティングなどの手伝いを受けたとし、教団側には県政報告や要望があった際には講演なども数度実施した。

## 議員報酬と諸手当
| 役職   | 報酬            | 期末手当         | 政務活動費                       | 合計支給額        |
| ------ | --------------- | ---------------- | -------------------------------- | ----------------- |
| 議長   | 月額 99万0000円 | 年間 326万0812円 | 月額 30万0000円 会派所属議員対象 | 年間 1874万0812円 |
| 副議長 | 月額 90万0000円 | 年間 296万4375円 | 月額 30万0000円 会派所属議員対象 | 年間 1736万4375円 |
| 議員   | 月額 83万0000円 | 年間 273万3812円 | 月額 30万0000円 会派所属議員対象 | 年間 1629万3812円 |

- 「栃木県議会議員の議員報酬及び費用弁償等に関する条例」により規定[15][16]。
- 「栃木県政務活動費の交付に関する条例 第3条」会派毎（議員個人毎の支給無し）に、一か月当たり、30万円に当該会派の所属議員数を乗じて得た額とする。（一部抜き書き）により規定[17]。

## 主な県議会議員出身者
- 青山二三 - 元衆議院議員
- 阿久津憲二 - 元那須塩原市長、第94代議長[18]
- 五十嵐清 - 衆議院議員
- 石坂真一 - 真岡市長、第95代議長[18]
- 稲葉誠一 - 元衆議院議員
- 上野通子 - 参議院議員
- 大島喜一郎 - 元矢板市長[19]
- 大豆生田実 - 第12代足利市長、元足利市議会議員
- 岡部正英 - 元佐野市長
- 金子裕 - 佐野市長
- 神田大作 - 元衆議院議員
- 神林秀治 - 塩谷郡高根沢町長
- 小林守 - 元衆議院議員
- 齋藤淳一郎 - 元矢板市長
- 佐々木耕郎 - 旧日光市長[20]
- 佐藤信 - 第6代鹿沼市長
- 佐藤勉 - 衆議院議員、第11代総務大臣、第5代内閣府特命担当大臣（地方分権改革担当）、第78代国家公安委員会委員長、第9代内閣府特命担当大臣（沖縄及び北方対策担当）、第10代内閣府特命担当大臣（防災担当）
- 鈴木乙一郎 - 旧栃木市長、第65代議長[18]、第66代副議長[18]
- 鈴木俊美 - 元栃木市長、旧大平町長
- 相馬憲一 - 第7代大田原市長、第107代議長[18]、第34代大田原市議会議長、元大田原市議会議員
- 高塩三郎 - 旧喜連川町長[21]、元衆議院議員
- 高橋克法 - 参議院議員、第12-15代高根沢町長
- 谷博之 - 元参議院議員
- 田村賢作 - 元参議院議員、第53代議長[18]、第51代副議長[18]
- 津久井富雄 - 第6代大田原市長
- 西川公也 - 元衆議院議員、第56-57代農林水産大臣、第81代議長[18]
- 簗瀬進 - 元参議院議員、元衆議院議員
- 花塚隆志 - 元さくら市長、第108代副議長[18]
- 早川尚秀 - 第14代足利市長
- 日向野義幸 - 旧栃木市長
- 広瀬寿雄 - 第2代下野市長、第98代副議長[18]
- 福田富一 - 公選第16-20代栃木県知事、第31・32代宇都宮市長、元宇都宮市議会議員
- 吉谷宗夫 - 元足利市長、第83代議長[18]、第85代副議長[18]
- 増山道保 - 元宇都宮市長[22]
- 武藤山治 - 元衆議院議員
- 安田範 - 元衆議院議員
- 矢野哲朗 - 元参議院議員
- 渡辺美智雄 - 元衆議院議員、元副総理

## 喫煙所
2009年（平成21年）6月3日の県議会の一般質問で、都道府県の議会議事堂で喫煙所が最も多いのは栃木県であることが明らかになった。議会議事堂の喫煙所の数は栃木県の11か所が最多で、千葉県と香川県の6か所がそれに続き、前年の調査で全国で最多の31か所だった三重県は5か所に減少していた。2009年4月から県立学校で敷地内禁煙が実施され、同年7月からは県庁舎行政棟の建物内禁煙が実施された。議会議事堂に11か所ある喫煙所を6か所に減らすことが決まったが、喫煙者の議員の抵抗によって建物内の全面禁煙は実現していない。2010年（平成22年）11月16日には栃木県医師会が知事と県議会議長に「『県庁をはじめ公共機関における敷地内完全禁煙』並びに『受動喫煙を防止するための条例制定』に対する要望書」を提出した。
その後、健康増進法改正に伴い2019年（令和元年）7月に県庁敷地内は原則禁煙となったが、議会が「来庁者用の喫煙スペースの確保」を要求したことから1か所だけ喫煙室が残された。喫煙室は県職員の利用を禁止しているが実際には県職員の利用があり、県議会議員は来庁者扱いのため問題なく利用できる。